# Epiplema castanea
Epiplema castanea är en fjärilsart som beskrevs av W. Warren 1898. Epiplema castanea ingår i släktet Epiplema och familjen Uraniidae. Inga underarter finns listade i Catalogue of Life.